# Oedocephalum fimetarium
Oedocephalum fimetarium är en svampart som först beskrevs av Riess, och fick sitt nu gällande namn av Pier Andrea Saccardo 1886. Oedocephalum fimetarium ingår i släktet Oedocephalum, ordningen skålsvampar, klassen Pezizomycetes, divisionen sporsäcksvampar och riket svampar.   Inga underarter finns listade i Catalogue of Life.